# Ospedaletto
Ospedaletto (Ospedaléto in dialetto trentino, Spittal bei Yfän in tedesco, desueto) è un comune italiano di 807 abitanti della provincia di Trento, posto in Valsugana. È il penultimo comune della provincia viaggiando in direzione sud-est, prima del Veneto, e fa parte della Comunità Valsugana e Tesino.

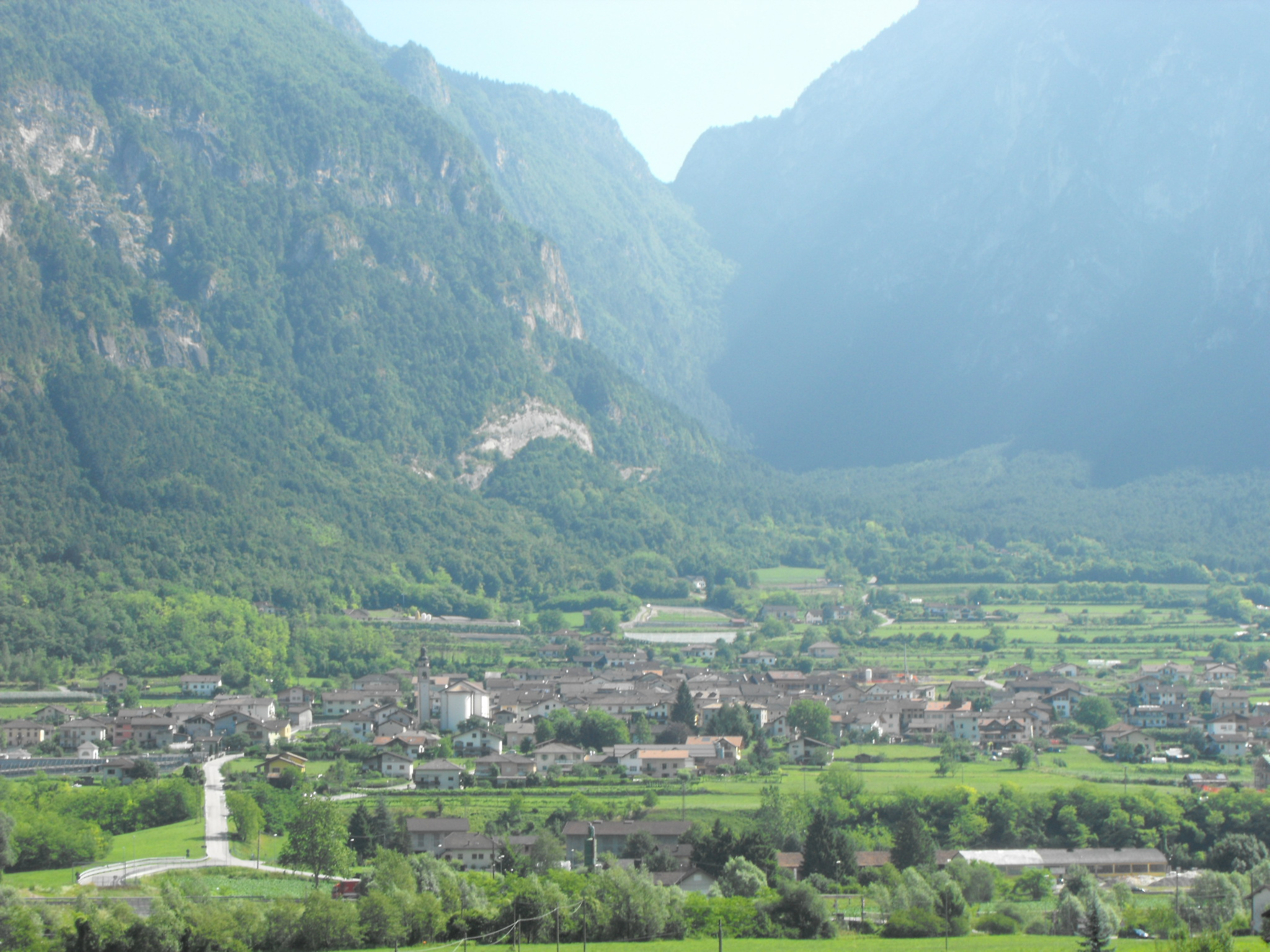
Visione d'insieme del paese

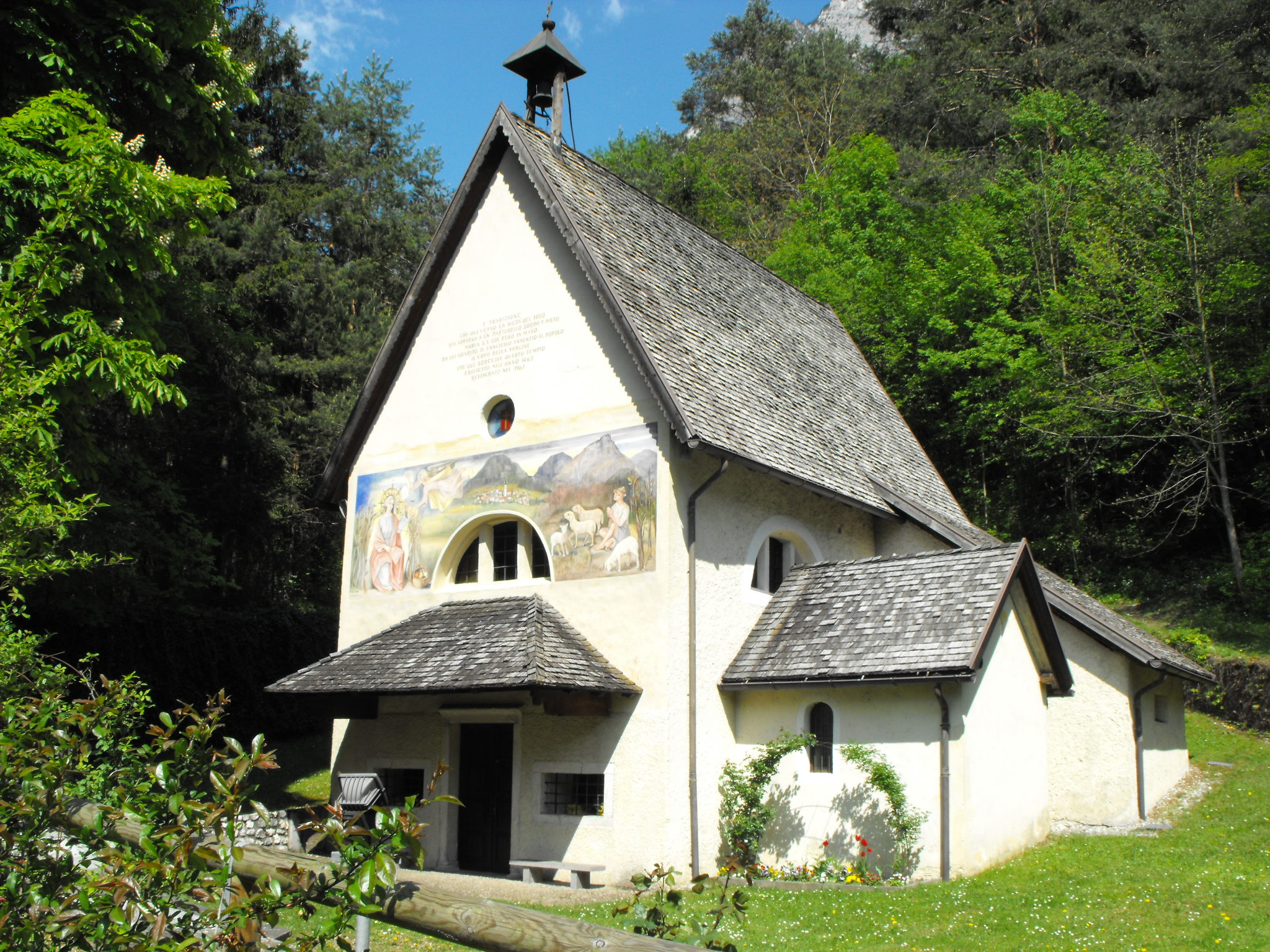
Chiesa della Madonna della Rocchetta

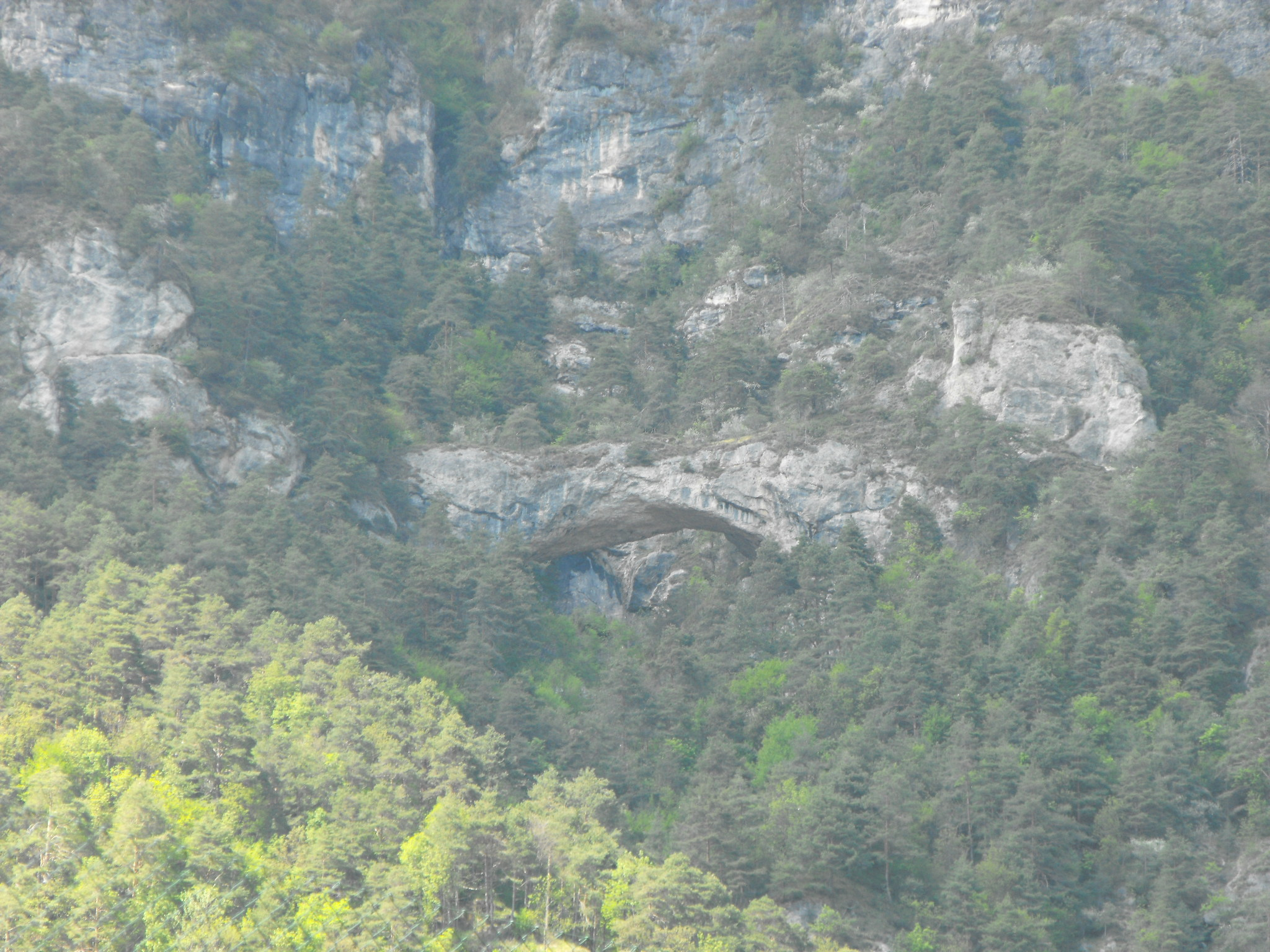
Ponte dell'Orco

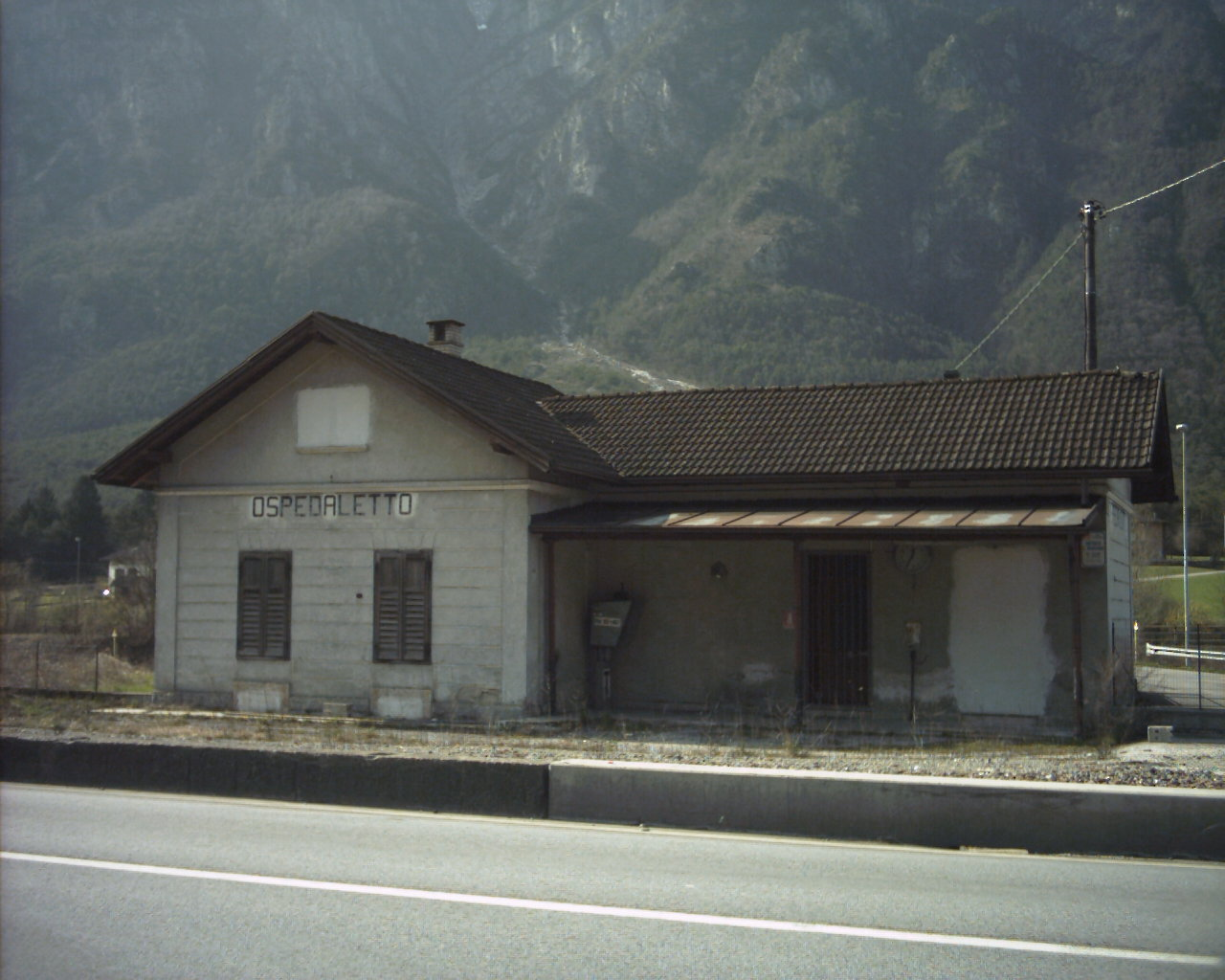
Stazione di Ospedaletto

## Geografia fisica
Il centro abitato sorge sulla riva sinistra del fiume Brenta, in posizione elevata rispetto al fondovalle. Esso si è sviluppato lungo la Val Bronzale, valle di origine glaciale tra il Monte Lefre, ad ovest dell'abitato, e il Monte Mezza, ad est. La congiunzione tra i due monti avviene nel luogo denominato La Forcella: a nord di questo vi è l'omonimo Passo della Forcella, che segna l'inizio della discesa che porta a Pieve Tesino (questo comune non è però collegato ad Ospedaletto da alcuna strada).

## Storia
Durante il Medioevo sorsero, lungo le più importanti vie di comunicazione, numerosi ostelli per permettere il riposo ai numerosi viandanti e pellegrini. Questi ospizi erano retti da ordini religiosi o da congregazioni cavalleresco-ospedaliere. Tali luoghi, per l'ospitalità che offrivano, erano detti ospizi o anche ospedali, non nel senso odierno di edifici ove ricoverare gli ammalati, ma nel senso di ospitare qualcuno. Di qui il nome di Ospedaletto, ubicato sul percorso che dal Veneto portava ai Paesi del nord. La prima menzione dell'ospizio di Ospedaletto risale al 1190, e si suppone che fosse retto dai monaci benedettini.

### Simboli
L'attuale stemma comunale e il gonfalone sono stati adottati dal consiglio comunale e approvati con deliberazione della Giunta provinciale del 14 aprile 1988. Il disegno è stato realizzato dal barone Giovanni Battista a Prato.
Gonfalone

## Monumenti e luoghi d'interesse

### Architetture religiose
- Santuario della Madonna della Rocchetta. Si trova a nord del paese, nei pressi del campo sportivo. Una leggenda del 1640 racconta di una apparizione divina e di una guarigione di un ragazzo sordomuto del luogo. Ogni anno, il 31 luglio, la popolazione si raccoglie nella piccola cappella per ricordare la ricorrenza.
- Chiesa di Sant'Egidio, dedicata al patrono.

### Altro
- Grotta della Bigonda, posta a sud ovest del paese, al confine con il comune di Grigno.
- Biotopo Ponte Casoni, lungo la sponda destra del fiume Brenta, un'area naturale di circa 3 ettari.
- Ponte dell'Orco. Si trova sul versante orientale del Monte Lefre. Si tratta di una struttura naturale formata da due giganteschi piloni di roccia, sopra i quali sta collocato un grande masso dolomitico. Tale struttura si formò nel corso dei secoli a causa della  corrosione dell'acqua. La formazione di questo monumento naturale è legata a un'antica leggenda secondo la quale un pecoraio, trovandosi impossibilitato nel passare da un versante all'altro della montagna, strinse un patto con il diavolo, che costruì per lui il ponte di roccia.

## Società

### Evoluzione demografica
Abitanti censiti

## Infrastrutture e trasporti
Fino agli anni cinquanta il paese era servito da una stazione ferroviaria, lungo la Ferrovia Trento-Venezia. La stazione si trova tra quella di Strigno e quella di Grigno, situata nel fondovalle e schiacciata tra il Fiume Brenta e la Strada statale 47 della Valsugana, che attraversa il territorio comunale. Il fabbricato è ancora presente, ma non più utilizzato dai primi anni 2000, in quanto la costruzione di sottopassaggi per superare la strada statale ha reso inutile il presidio della struttura.

Ospedaletto non è dotato di un servizio di trasporto urbano, ma è servito dalla linea 410 (Borgo Valsugana-Primolano) del trasporto extraurbano provinciale, svolto dai mezzi dell'azienda Trentino trasporti.